# Wybuch gazu w Eupatorii
Wybuch gazu w Eupatorii – katastrofa, która miała miejsce 24 grudnia 2008 w bloku przy ulicy Niekrasowa 67. W wyniku wybuchu gazu zawalił się budynek mieszkalny, a śmierć poniosło 27 osób.
Katastrofa nastąpiła około 21:30. W dwóch z pięciu klatek schodowych bloku przy ulicy Niekrasowa 67, zbudowanego w 1965 roku, zawaliły się wszystkie cztery kondygnacje. Według wstępnych ustaleń przyczyną eksplozji była nieszczelna instalacja gazowa.
W akcji ratowniczej brało udział 700 ratowników.
W związku z katastrofą prezydent Ukrainy Wiktor Juszczenko ogłosił dzień 26 grudnia 2008 dniem żałoby narodowej.